# Wustviel
Wustviel ein Gemeindeteil der Gemeinde Rauhenebrach im unterfränkischen Landkreis Haßberge in Bayern.

## Geografische Lage
Das Kirchdorf liegt im Westen des Rauhenebracher Gemeindegebiets. Nördlich befindet sich ein Ausläufer des gemeindefreien Gebietes Wustvieler Forst im Landkreis Schweinfurt. Nordöstlich liegt Obersteinbach, im Osten Untersteinbach, der Sitz der Gemeinde Rauhenebrach. Im Süden beginnt mit dem Gebiet des Marktes Ebrach im Landkreis Bamberg der Regierungsbezirk Oberfranken, der Gemeindeteil Neudorf bei Ebrach liegt Wustviel am nächsten. Weiter westlich liegt Geusfeld.

## Geschichte
Erstmals erwähnt wurde Wustviel in einer Urkunde, die am 2. September 1023 ausgestellt worden war. Damals wurde es „Wustvilden“ genannt, was als zu den wüstliegenden Feldern zu deuten ist. Wahrscheinlich weist der Name darauf hin, dass die Siedlung zeitweise unbewohnt war. Die Herrschaft über das Dorf war lange geteilt; neben dem Hochstift Würzburg waren die Untertanen auch dem Zisterzienserkloster in Ebrach lehnspflichtig. Noch heute ist der Waldbesitz in der Gemarkung zwischen Alt- und Neuwürzburgern geteilt.
Bereits im Jahr 1453 wurde das Gotteshaus im Ort Pfarrkirche. Im Jahr 1614 verlor Wustviel die Pfarrei. Fürstbischof Julius Echter von Mespelbrunn verlegte sie in das wichtigere Untersteinbach. Im Zweiten Weltkrieg starben 21 Einwohner. Am 12. April 1945 kam es zu Kämpfen zwischen den vorrückenden Amerikanern und der Wehrmacht. Das Dorf wurde von Untersteinbach aus beschossen. Am 13. April wurde Wustviel ohne weitere Kampfhandlungen übergeben.
Die ehemalige Gemeinde im heute aufgelösten Landkreis Gerolzhofen wurde am 1. Juli 1972 im Rahmen der Gebietsreform in Bayern in die neu gebildete Gemeinde Rauhenebrach eingegliedert.

## Sehenswürdigkeiten

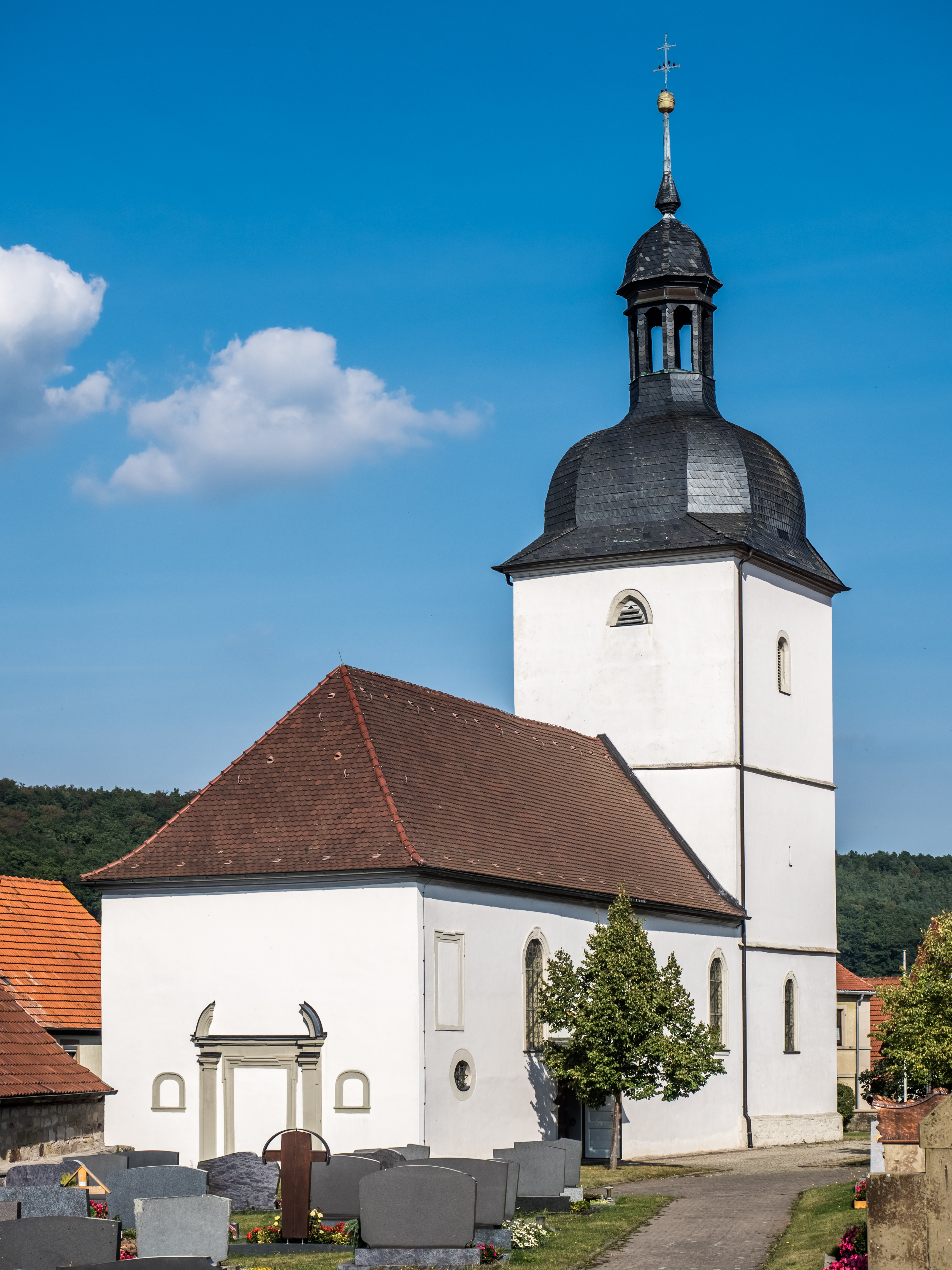
Die Kirche in Wustviel

Den Mittelpunkt des Dorfes bildet die katholische Filialkirche St. Kilian. Ihr Chorturm entstammt dem 15. Jahrhundert, als noch die Pfarrkirche stand. Das Langhaus wurde im Jahr 1736 von einem unbekannten Baumeister errichtet, der wohl aus der Schule Joseph Greissings stammte. Am Westportal steht in einer Nische des Giebels eine Sandsteinfigur des Kirchenpatrons und Heiligen Kilian.
Der Hochaltar entstammt dem Spätbarock und wurde im Jahr 1710 geschaffen. Er schließt mit einem gebrochenen Giebel ab und ist mit Engelsfiguren und Akanthuswerk verziert. Im Mittelpunkt ist die Kiliansmarter dargestellt. Aus der gleichen Zeit stammt auch der große Seitenaltar mit einem Bild der heiligen Familie als Altarblatt, der Altar ist von Abtsfiguren eingerahmt. Ein spätgotisches Sakramentshäuschen und ein Opferstock von 1609 haben sich erhalten.
In Wustviel haben neben der Kirche weitere Baudenkmäler die Zeiten überdauert. Insbesondere die vielen Bildstöcke auf den Fluren um das Dorf sind Zeugnis von der Volksfrömmigkeit der Bevölkerung. In die Friedhofsmauer ist eine Grablegung Christi eingelassen, sie stammt aus dem 17. bzw. 18. Jahrhundert. Von 1700 hat sich ein Bildstock mit einem Tabernakelaufsatz erhalten. Außerdem gibt es ein großes Kriegerdenkmal.